# علاج السرطان التجريبي
علاج السرطان التجريبي هي العلاجات الطبية التي تهدف إلى علاج السرطان (انظر أيضا الورم) من خلال تحسين أو استكمال أو استبدال الطرق التقليدية (الجراحة، العلاج الكيماوي، الإشعاع و العلاج المناعي).
البنود الواردة أدناه تختلف بين نظريات علاجية إلى طرق على ج غير مثبتة. العديد من هذه العلاجات المزعومة تساعد فقط ضد أشكال معينة من السرطان وليست قائمة من العلاجات المتاحة على نطاق واسع في المستشفيات.

## دراسة علاج السرطان
هدفي البحوث هي تحديد ما إذا كان العلاج يعمل فعلا (تسمى فعالية) وما إذا كان العلاج آمن بما فيه الكفاية. العمليات التنظيمية تحاول تحقيق التوازن بين الفوائد المحتملة والأضرار المحتملة، حتى يستفيد الناس من العلاج أكثر من ضررهم منه.
البحث الطبي حول السرطان يبدأ مثل غيره من الابحاث حول أي مرض. في الدراسات المنظمة لعلاج جديد للسرطان، ا لتجارب غير السريرية للأدوية والأجهزة والتقنيات يبدأ في المختبرات، إما مع الخلايا المعزولة أو في الحيوانات الصغيرة، الأكثر شيوعا الجرذان أو الفئران. في الحالات الأخرى المقترحة لعلاج السرطان تكون بالفعل مستخدمة في حالة طبية أخرى، وفي هذه الحالة فنحن نعرف المزيد عن السلامة والفعالية الممكنة.
التجارب السريرية هي دراسة العلاج في البشر. الاختبارات البشرية الأولى للعلاج المحتمل تسمى المرحلة الأولى من الدراسات. التجارب السريرية الأولى عادة تسجل عدد قليل جدا من المرضى، والغرض من ذلك هو تحديد قضايا الأمان ومؤشر العلاجية، وهي أعلى جرعة لا تنتج   آثار سلبية خطيرة أو قاتلة. الجرعة المعطاة في هذه التجارب قد تكون صغيرة جدا لإنتاج أي تأثير على الإطلاق. في معظم الأبحاث تشمل التجارب قد أشخاص أصحاء، ولكن الدراسات حول السرطان تشمل عادة من لديهم مراحل سيئة من المرض في هذه المرحلة من الاختبار. في المتوسط 95% من المشاركين في هذه التجارب المبكرة لا يتلقون أي فائدة، ولكن ما زالوا معرضين للآثار الجانبية. معظم المشاركين تظهر علامات انحياز للتفاؤل (اعتقاد غير عقلاني في التغلب على الاحتمالات).
الدراسات اللاحقة، أو  المرحلة الثانية والمرحلة الثالثة من الدراسات تضم عدد أكبر من الناس، والهدف من ذلك هو تحديد ما إذا كان العلاج يعمل فعلا. المرحلة الثالثة من الدراسات في كثير من الأحيان ما تكون  تجارب عشوائية محكومة، مع مقارنة العلاج التجريبي مع أفضل علاج متاح حاليا بدلا من الدواء الوهمي. في بعض الحالات، توفر المرحلة الثالثة من التجارب أفضل علاج متاح لجميع المشاركين، بالإضافة إلى بعض المرضى الذين يتلقون العلاج التجريبي.

## العلاج البكتيري
العلاج الكيميائي لديه صعوبة في اختراق الأورام وقتلها من الداخل لأن هذه الخلايا قد تفتقر إمداد جيد من الدم. يستخدم الباحثون   البكتيريا اللاهوائية مثل كلوستريديوم نوفي لاستهلاك البيئة الداخلية للورم الفقيرة من الأكسجين. هذه ينبغي أن تموت عندما تتصل مع الجوانب المؤكسجة للورم، مما يعني أنها ستكون غير مؤذية إلى بقية الجسم.المشكلة الرئيسية هي أن البكتيريا لا تستهلك جميع أجزاء الأنسجة الخبيثة. غير أن الجمع بين هذا العلاج مع العلاج الكيميائي يمكن أن يساعد على حل هذه المشكلة.
إستراتيجية أخرى هي استخدام البكتيريا اللاهوائية التي تم تحويلها بإنزيم قادر على  تحويل  دواء مساعد غير سام إلى سام. مع انتشار البكتيريا في الأجزاء  الميتة ومنقوصة الأوكسجين في الورم يتم التعبير عن الإنزيم فقط في الورم. وهكذا يتم تحويل الدواء المساعد إلى  النوع السام فقط داخل الورم. وقد ثبتت فعالية ذلك مع البكتيريا اللاهوائية من النوع  Clostridium sporogenes.

## العلاجات الدوائية

### هاملت
هاملت هو مركب جزيئي معقد مشتق من حليب ثدي الأم والذي يقتل الخلايا السرطانية من خلال عملية تشبه موت الخلايا المبرمج. وقد تم اختبارها في البشر مع ورم الجلد الحليمي و سرطان المثانة.

### ديكلوروأسيتات
تم اكتشاف قدرة مادة ديكلوروأسيتات DCA على تقليص الأورام في الجسم الحي كما في الفئران، حيث يمتلك تقنية علمية وهي: تنشيط الميتوكوندريا الخاملة في بعض أنواع الخلايا السرطانية المفتقرة للأكسجين، وبالتالي يعزز موت الخلايا المبرمج. المادة آمنة نسبيا ومتوفرة وغير مكلفة ويمكن أخذها عن طريق الفم مثل حبوب منع الحمل 

### BI811283
BI811283 هو  مثبط انزيم قم تطويره بواسطة بورنغير إنغلهايم لاستخدامها كعامل مضاد للسرطان.المادة حاليا في المراحل الأولى من التطوير السريري ويمر بالتجارب البشرية في المرضى الذين يعانون من الأورام الصلبة و سرطان الدم النخاعي.

## العلاج الجيني
يعتقد أن إدخال الجينات الكابتة للورم في الخلايا سريعة الانقسام يمكن أن تبطئ أو توقف نمو الورم. الفيروسات الغدية هي مثال يستخدم  لهذا الغرض. وتركز كثير من الابحاث على استخدام الجينات الكابتة للورم الغير قادرة على التكاثر أو التي تتكاثر في نطاق محدود داخل المريض لضمان السلامة عن طريق تجنب التدمير الخلوي للخلايا الغير سرطانية أيضا

## الخيارات التخلقية
التخلق هو دراسة التغيرات الموروثة في نشاط الجينات التي لا تنتج عن تغيرات في تسلسل الحمض النووي، غالبا نتيجة ضرر بيئي أو غذائي في مستقبلات  هيستون داخل الخلية. وقد أظهرت الأبحاث الحالية أن الخيارات التخلقية يمكن أن تكون بديلا مقبولا لطرق العلاج الحالية مثل الإشعاع والعلاج الكيميائي، أو يمكن أن يعزز آثار هذه العلاجات الحالية. التخلق أيضا لديه خاصية الانعكاسية، وهي ميزة لا تقدمها علاجات السرطان الأخرى.
بعض الباحثين مثل راندي جيرتزل الدكتور بجامعة ديوك الطبية، يرى أن التخلق قد يصبح له في نهاية المطاف دور أكبر في علاج المرض من علم الوراثة.

## العلاج عن طريق التيلوميريز
لأن معظم الخلايا الخبيثة تعتمد على نشاط البروتين التيلوميراز في حياتها، فقد اقترح أن الدواء الذي يعطل التيلوميراز قد يكون فعالا ضد مجموعة واسعة من الأورام الخبيثة. في نفس الوقت فإن معظم انسجة الجسم السليمة لا تتأثر كثيرا بالتيلوميريز وستعمل طبيعيا في غيابه، حاليا  فإن مادة  اينوزيتول المتاحة دون وصفه طبية يتم إجراء الأبحاث عليها لقدرتها على تثبيط بروتين التيلوميريز.

## العلاج الإشعاعي

### العلاج الضوئي
العلاج الضوئي (PDT) عموما هو علاج غير شديد باستخدام مزيج من ضوء وادوية حساسة للضوء، مثل Foscan, Metvix, Tookad, WST09, WST11, Photofrin ويتم تفعيل الأدوية عن طريق ضوء بطول موجي معين

### العلاج الحراري
التعريض الكلي أو الجزئي للجسد للحرارة تم اقتراحه كأسلوب لعلاج الأورام الخبيثة. التسخين الشديد يسبب افساد وتخثر البروتينات الخلوية مما يؤدي الي قتل الخلايا داخل الورم.

## العلاجات الكهرومغناطيسية
علاج المجال الكهربي المتردد هي طريقة وافقت إدارة الاغذية والعقاقير لعلاج السرطان عليها التي تستخدم مجال كهربي متردد للتأثير في انقسام الخلايا المصابة بالسرطان.

## الطب التكميلي والطب البديل
الطب التكميلي والبديل (CAM) هي مجموعة علاجات متنوعة وأنظمة رعاية صحية وممارسات ومنتجات والتي لا تشكل جزءا من الطب التقليدي ولم يتم  اثبات فعاليتها. الطب التكميلي عادة ما يشير إلى الأساليب والمواد المستخدمة جنبا إلى جنب مع الطب التقليدي، بينما الطب البديل يشير إلى مركبات تستخدم بدلا من الطب التقليدي. استخدام الطب التكميلي والطب البديل شائع بين  مرض السرطان.
معظم الأدوية التكميلية والبديلة السرطان لم يتم دراستها أو اختبارها فعليا.بل ان بعض العلاجات البديلة التي تم اثبات عدم فعاليتها يستمر تسويقها والترويج لها.

## روابط خارجية
- "Questionable Cancer Therapies"
- clinicaltrials.gov